# アントニオ・カラッチ
アントニオ・カラッチ（Antonio Carracci、1583年生まれとする説もあり、1618年4月8日に没）はイタリアの画家である。ボローニャ派の画家、アゴスティーノ・カラッチの息子である。

## 略歴
ヴェネツィアで生まれた。生年は確かではなく、亡くなった時の年齢が35歳であったとする文献と25歳であったとする文献がある。ボローニャ派の画家、アゴスティーノ・カラッチとヴェネツィアのコルテザンの間の非嫡出子であり、叔父にアンニーバレ・カラッチがいる。幼い頃から絵の才能を示し、父親や父親の従兄、ルドヴィコ・カラッチから絵を学んだ。ボローニャの美術学校、Accademia degli Incamminatiで学び
、1602年に父親が亡くなると、ローマに移り、叔父のアンニーバレ・カラッチのもとで働いた。
ローマでは、1603年からアンニーバレ・カラッチの助手として、パラッツォ・ファルネーゼやパラッツォ・アルドブランディーニなどの壁画を描く仕事をしたと考えられている。1609年にアンニーバレ・カラッチが亡くなった後は、一旦ボローニャに戻るが、すぐに再びローマで活動を始め、亡くなるまでローマで働いた。
1609年からはグイド・レーニのもとで働き、クイリナーレ宮殿の礼拝堂(La cappella dell'Annunziata)の壁画を制作し、サン・セバスティアノ・フオーリ・レ・ムーラ聖堂にも壁画を描いた。
教皇パウルス5世のもとで有力者だった枢機卿、ミケランジェロ・トンティ(Michelangelo Tonti)などの強力な支援を受けて、さまざまな教会の装飾画を描いたが、1618年に亡くなった。

## 作品

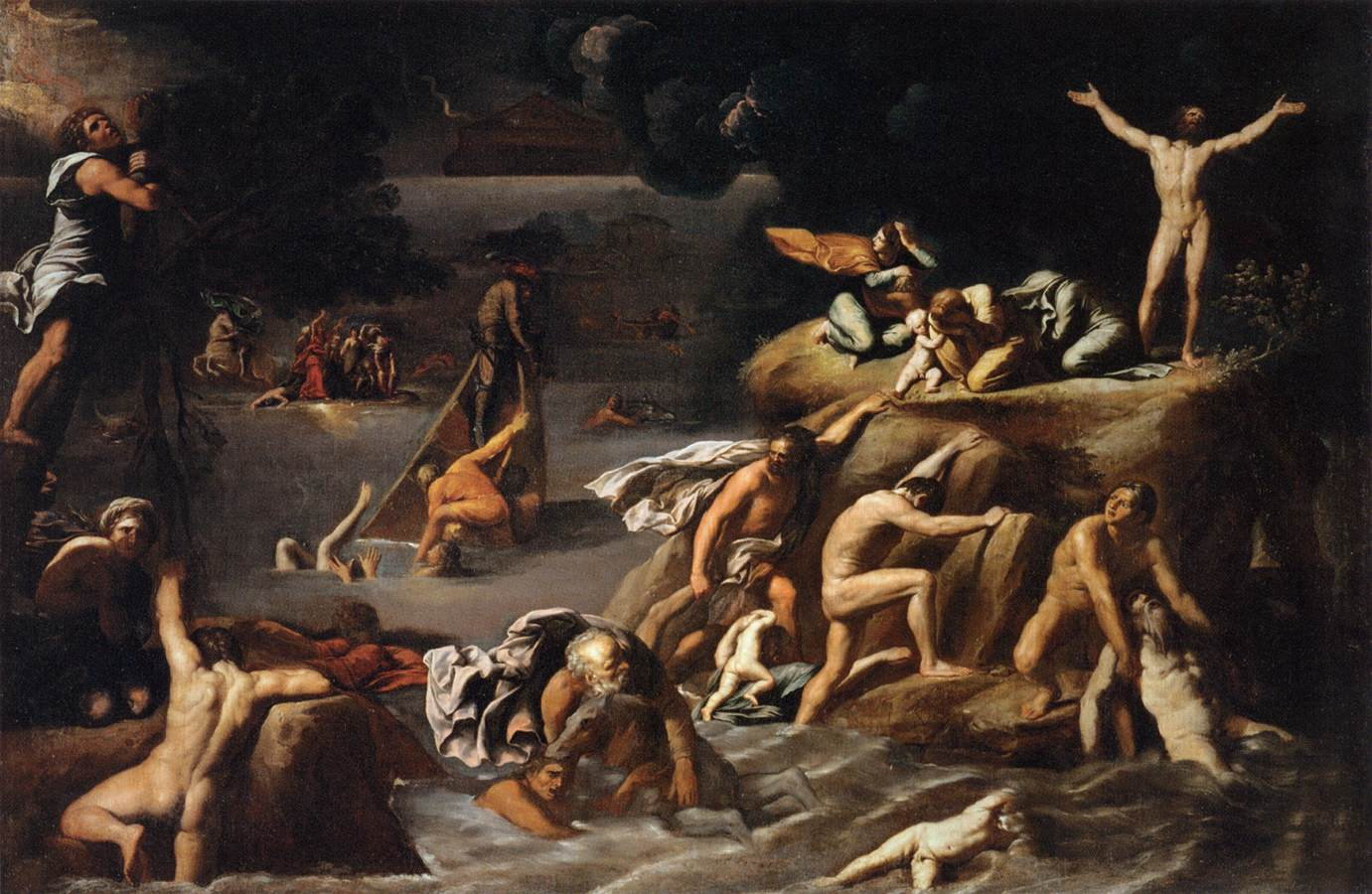
『大洪水』(1616/1618) ルーヴル美術館蔵
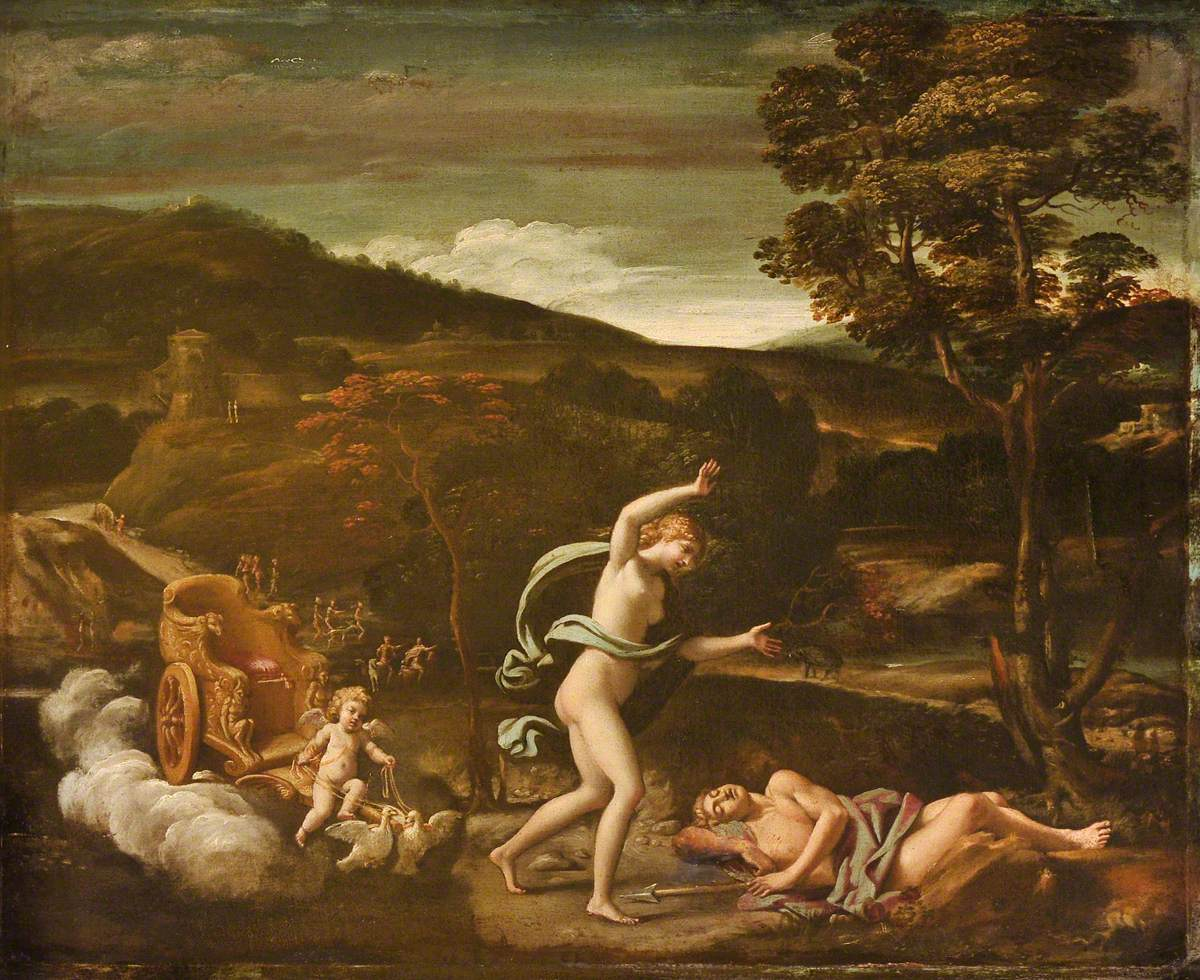
アドニスの死を嘆くヴィーナス ナショナル・トラスト蔵
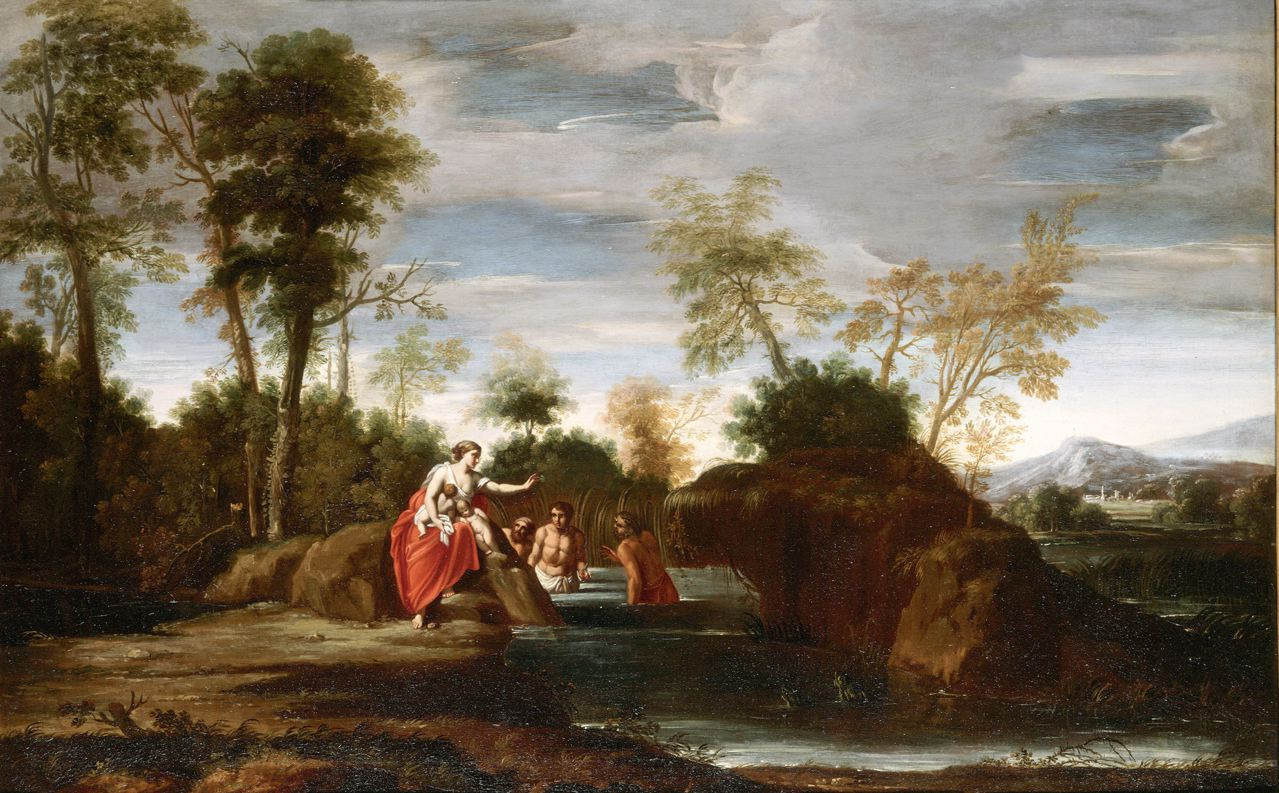
ラトナと農民

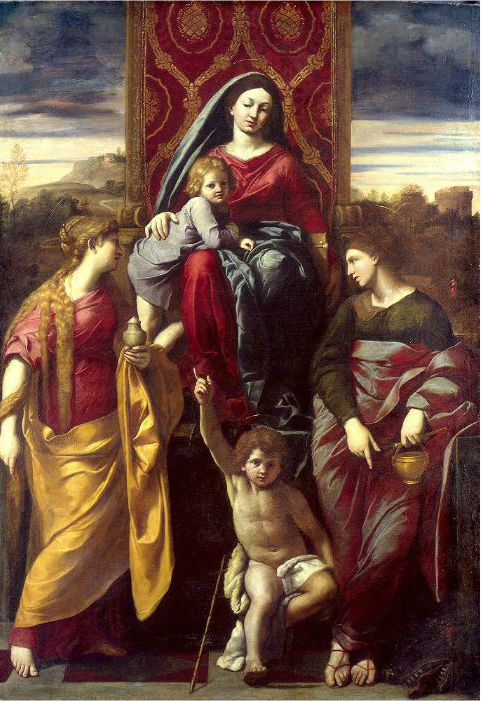
聖人たちと聖母子
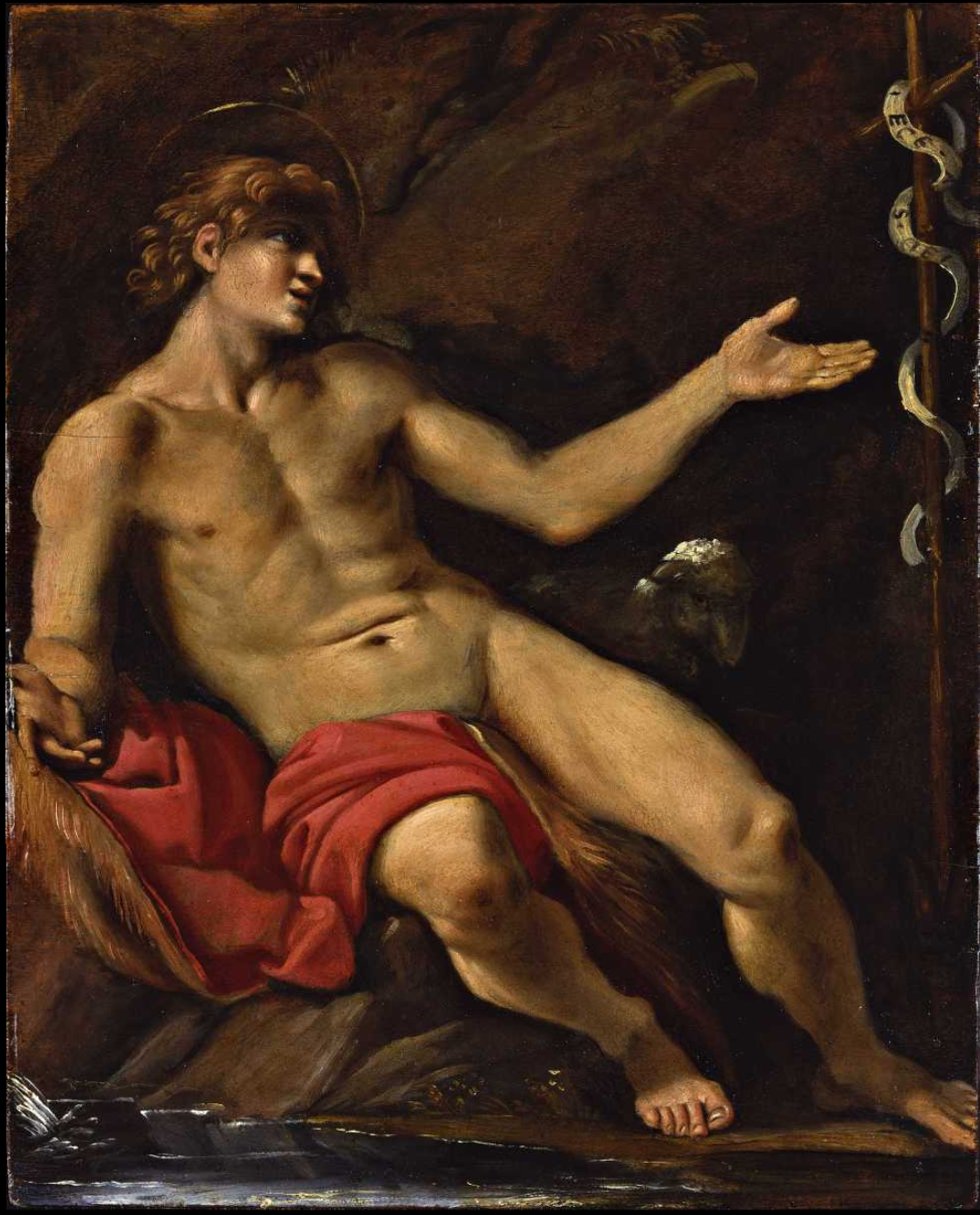
洗礼者ヨハネ
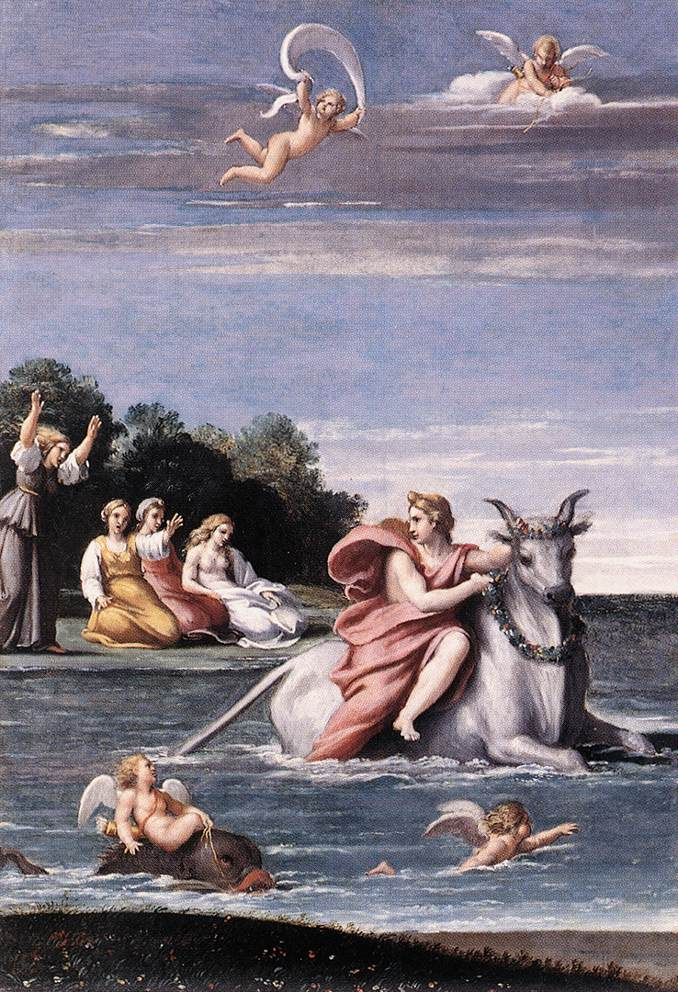
エウロペの略奪 ボローニャ、Pinacoteca Nazionale蔵
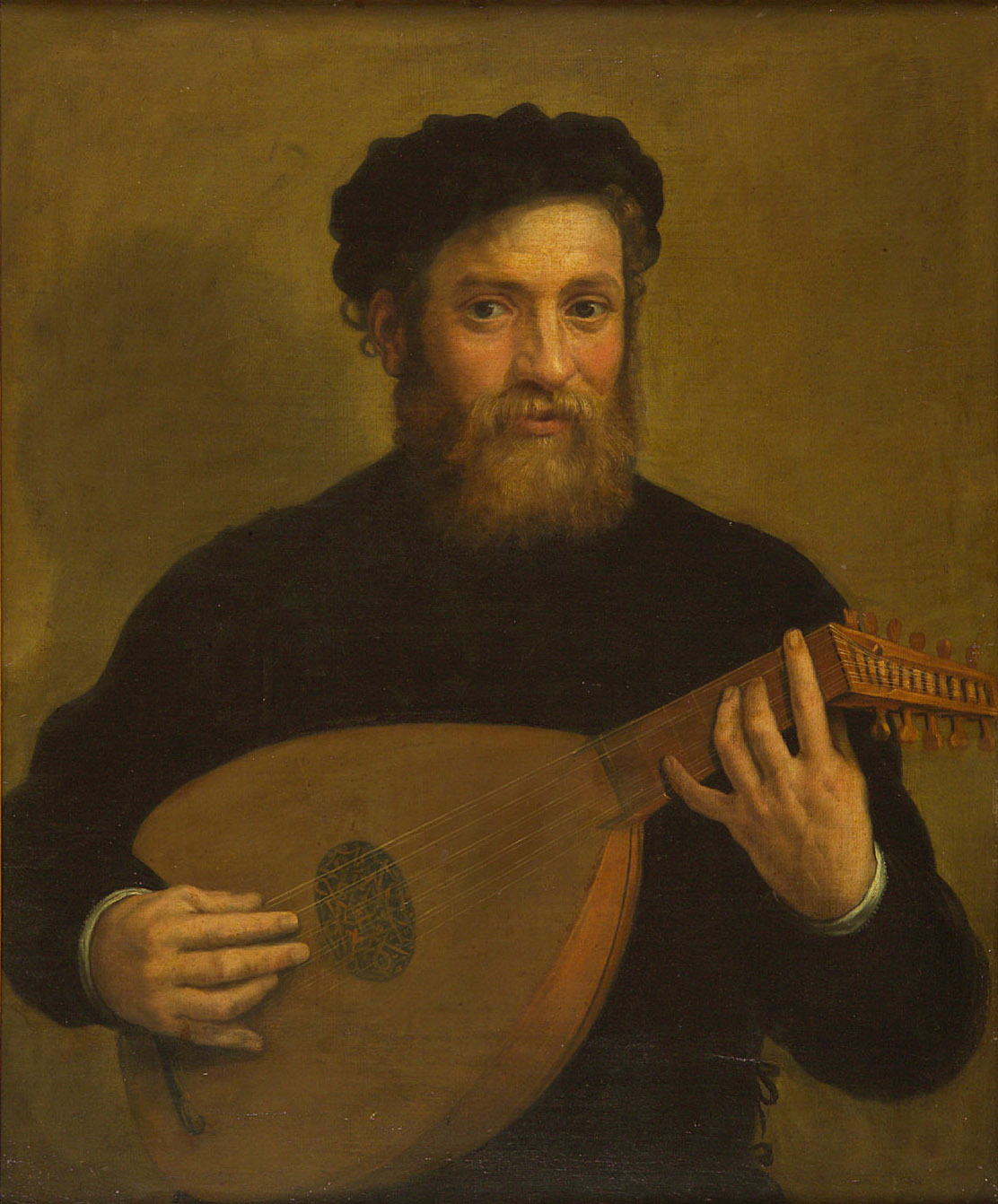
リュート奏者